# Schulfregatte Klasse 138
| FRG Naval Ensign | FRG Naval Ensign |
| Klasse (138)     | Klasse (138)     |
| Klassendetails   | Klassendetails   |
| ---------------- | ---------------- |
| Schiffstyp       | Schulfregatte    |
| Einheiten:       | 7                |
| Dienstzeit       | 1958–1968        |

Die Schulfregatten Klasse 138 waren die ersten Fregatten der Bundesmarine der Bundesrepublik Deutschland.

## Geschichte

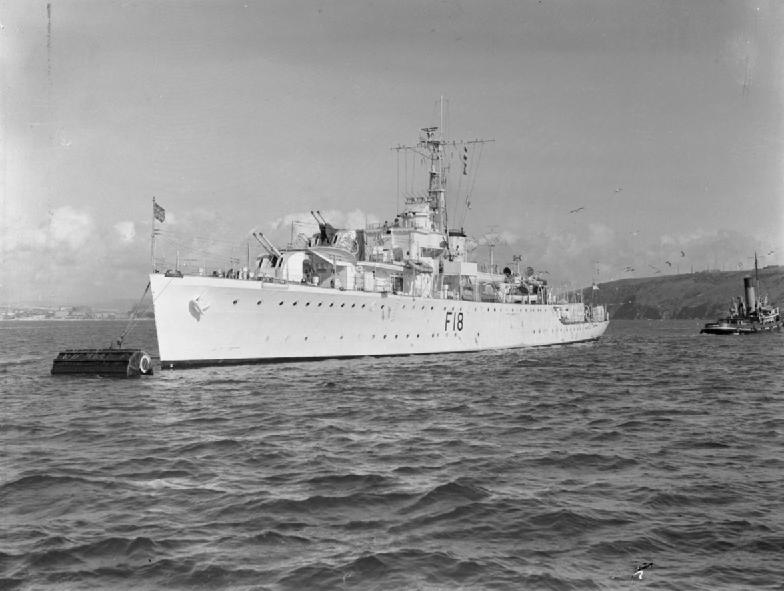
Die Sloop HMS Flamingo 1949

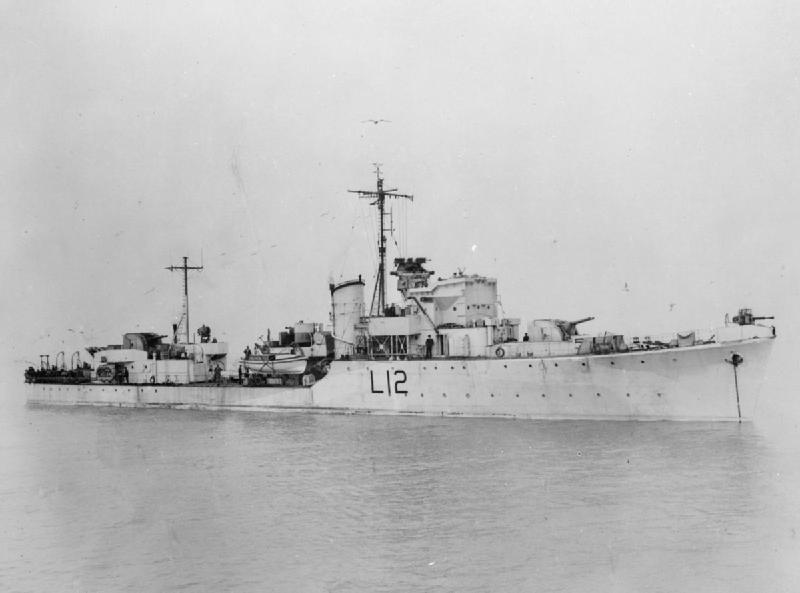
Der Hunt-Zerstörer HMS Albrighton

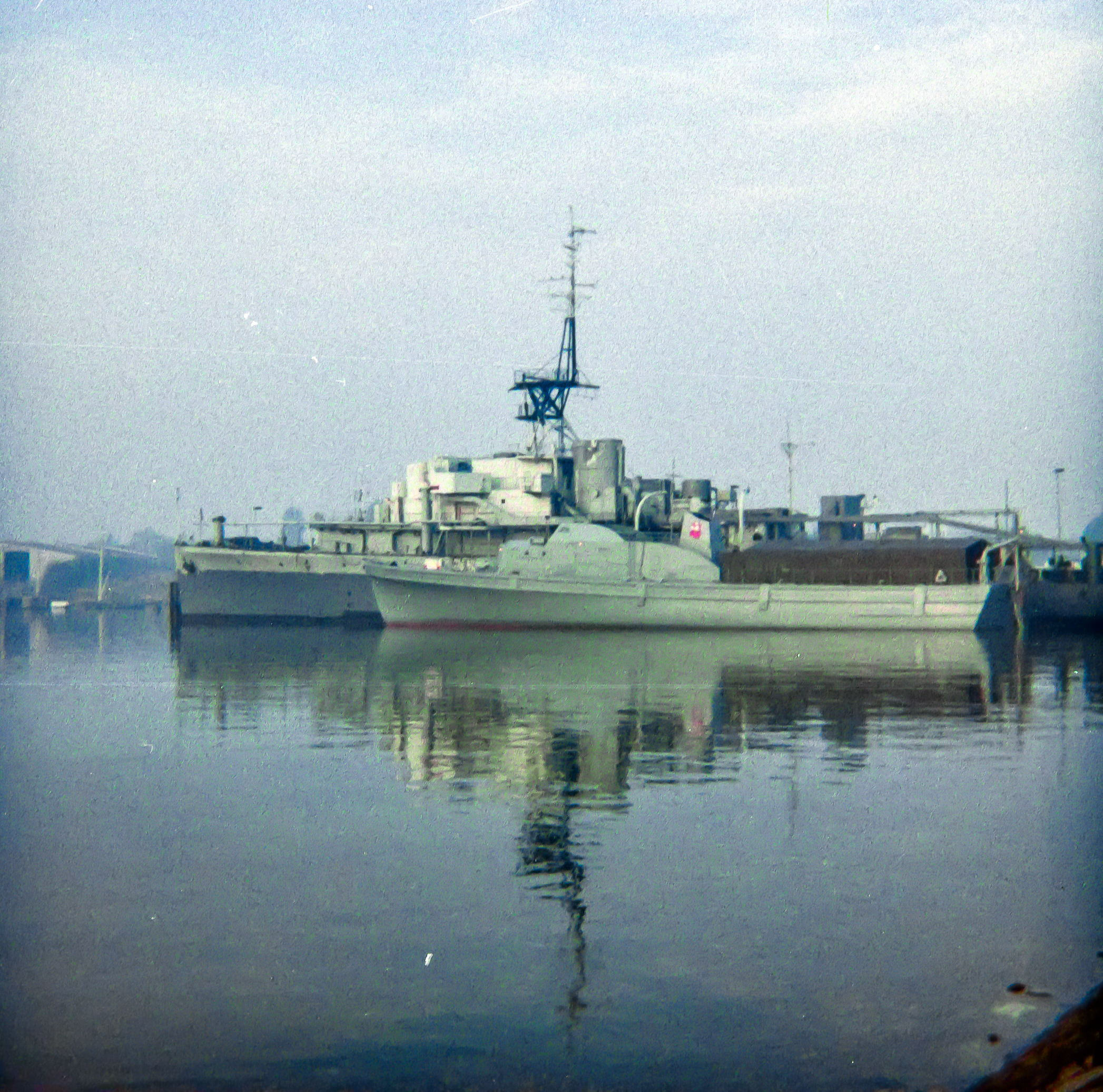
Scharnhorst als Übungshulk in Neustadt

Am 16. Mai 1956 bat die Abteilung VII (Vorläufer des späteren Führungsstabes der Marine) des Bundesministeriums der Verteidigung in Bad Godesberg die Abteilung X (Verteidigungswirtschaft und Technik) um Beschaffung von sieben britischen „Schulbooten Typ Korvette“ für die deutsche Marine zwecks Umbau in Schulfregatten.
Die britische Admiralität hatte bereits nach dem Beitritt der Bundesrepublik Deutschland zur NATO im Mai 1955 den Verkauf von Fregatten angeboten. Die in der Zeit von 1939 bis 1946 bei der Royal Navy in Dienst gestellten sieben Fregatten, die bis auf ein Schiff auch am Zweiten Weltkrieg teilgenommen hatten, wurden im November 1957 gekauft. Von Oktober 1958 bis Mai 1959 folgte nach Umbauten auf britischen Werften die Indienststellung in der Bundesmarine. Als Oberbegriff erfolgte die Bezeichnung Schulfregatte Klasse 138. Benannt waren sie ganz in der damaligen Tradition nach ehemaligen Militärs vorgehender Armeen bzw. Marinen Preußens bzw. Deutschlands und wurden der Marineartillerieschule in Kiel, der Marineunterwasserwaffenschule in Flensburg-Mürwik und Marineortungsschule (MOS) in Bremerhaven unterstellt. Im August 1959 wurden vom Verteidigungsministerium die genauen Gesamtbeschaffungskosten einschließlich Umbauten für alle sieben Fregatten auf 70.050.000 DM ermittelt. Von 1964 bis 1968 wurden alle Schulschiffe der Klasse außer Dienst gestellt und in der Folge bis 1990 abgewrackt.

## Technik
Die sieben Einheiten gehörten zu zwei Klassen bzw. vier Unterklassen. In ihren technischen Daten wichen sie demzufolge voneinander ab. Angekauft wurden drei Geleitzerstörer der Hunt-Klasse mit  HMS Oakley (II) vom Typ II sowie HMS Albrighton und HMS Eggesford sowie vier Sloops der Black-Swan-Klasse mit der HMS Flamingo der Erstausführung sowie die HMS Hart, HMS Mermaid und HMS Actaeon der verbesserten Ausführung.
Durch unterschiedliche Umbauten während ihrer Dienstzeit unter deutscher Flagge vergrößerten sich die technischen Unterschiede. Eine detaillierte Übersicht der technischen Daten befindet sich bei den jeweiligen Schiffsklassen und die späteren Unterschiede der einzelnen Einheiten sind bei den technischen Daten der jeweiligen Einheit aufgeführt.

Die Hunts
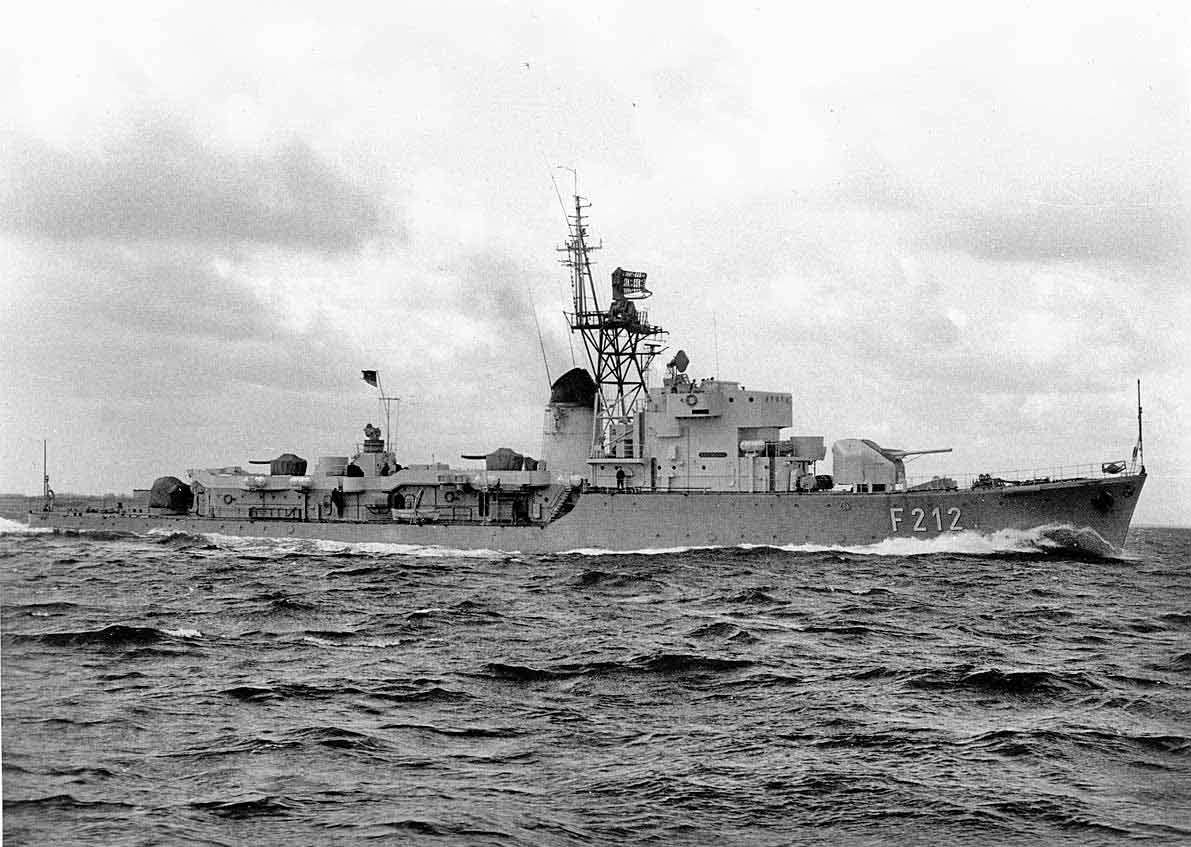
Gneisenau
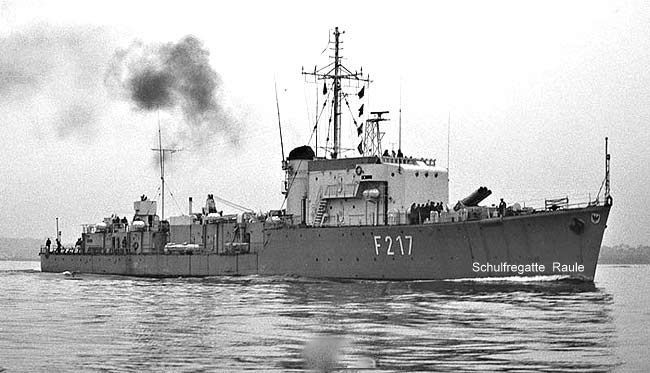
Raule
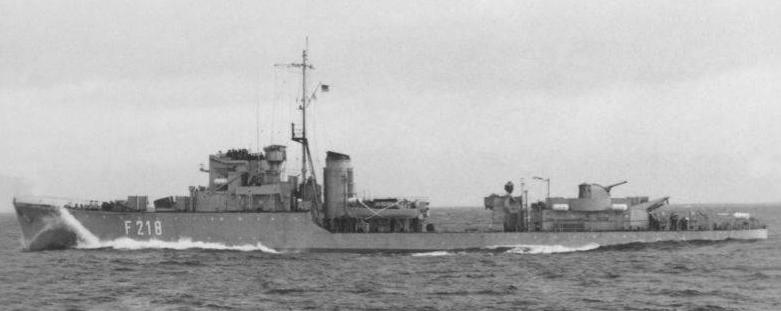
Brommy

Die Black Swans
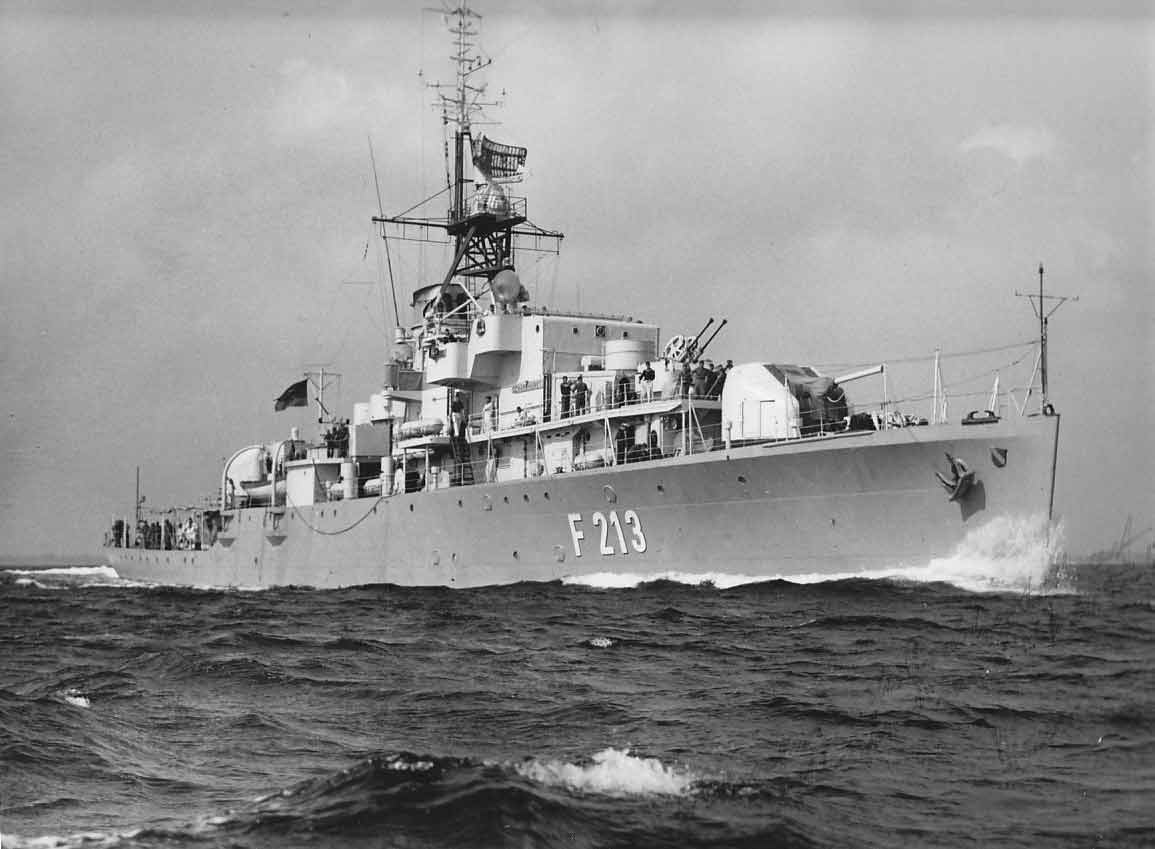
Scharnhorst
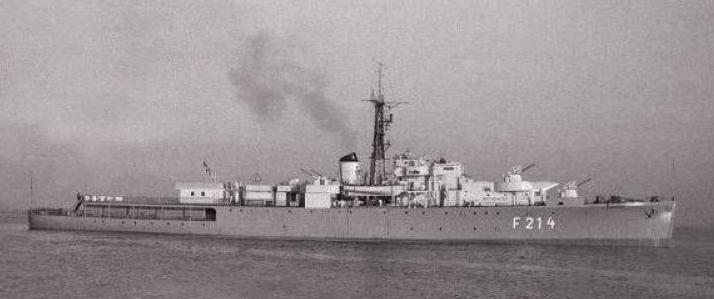
Hipper

## Einheiten
| Name              | ex HMS     | Typ            | Stapellauf    | in Dienst     | außer Dienst  | Aufgabe |
| ----------------- | ---------- | -------------- | ------------- | ------------- | ------------- | --- |
| F 212 Gneisenau   | Oakley     | Hunt II        | 15. Jan. 1942 | 18. Okt. 1958 | 30. Juni 1966 | Artillerieschulschiff                                                                                                  |
| F 213 Scharnhorst | Mermaid    | mod Black Swan | 11. Nov. 1943 | 28. Mai 1959  | 15. März 1968 | Artillerieschulschiff, nach Außerdienststellung Übungshulk bei der Schiffssicherungslehrgruppe in Neustadt in Holstein |
| F 214 Hipper      | Actaeon    | mod Black Swan | 25. Juli 1945 | 10. Jan. 1959 | 31. Juli 1964 | Kadettenschulschiff |
| F 215 Graf Spee   | Flamingo   | Black Swan     | 18. Apr. 1939 | 21. Feb. 1959 | 31. Juli 1964 | Kadettenschulschiff |
| F 216 Scheer      | Hart       | mod Black Swan | 7. Juli 1943  | 21. Mai 1959  | 12. Dez. 1967 | Ortungsschulschiff |
| F 217 Raule       | Albrighton | Hunt III       | 11. Nov. 1941 | 14. Mai 1959  | 20. Dez. 1967 | Schulschiff für Unterwasserwaffen                                                                                      |
| F 218 Brommy      | Eggesford  | Hunt III       | 12. Sep. 1942 | 14. Mai 1959  | 30. Apr. 1965 | Schulschiff für Unterwasserwaffen                                                                                      |